# Thiratoscirtus lamboji
Thiratoscirtus lamboji es una especie de araña saltarina del género Thiratoscirtus, familia Salticidae. Fue descrita científicamente por Seiter & Wesołowska en 2015.
Habita en Gabón.